# 스발바르 위성 기지국

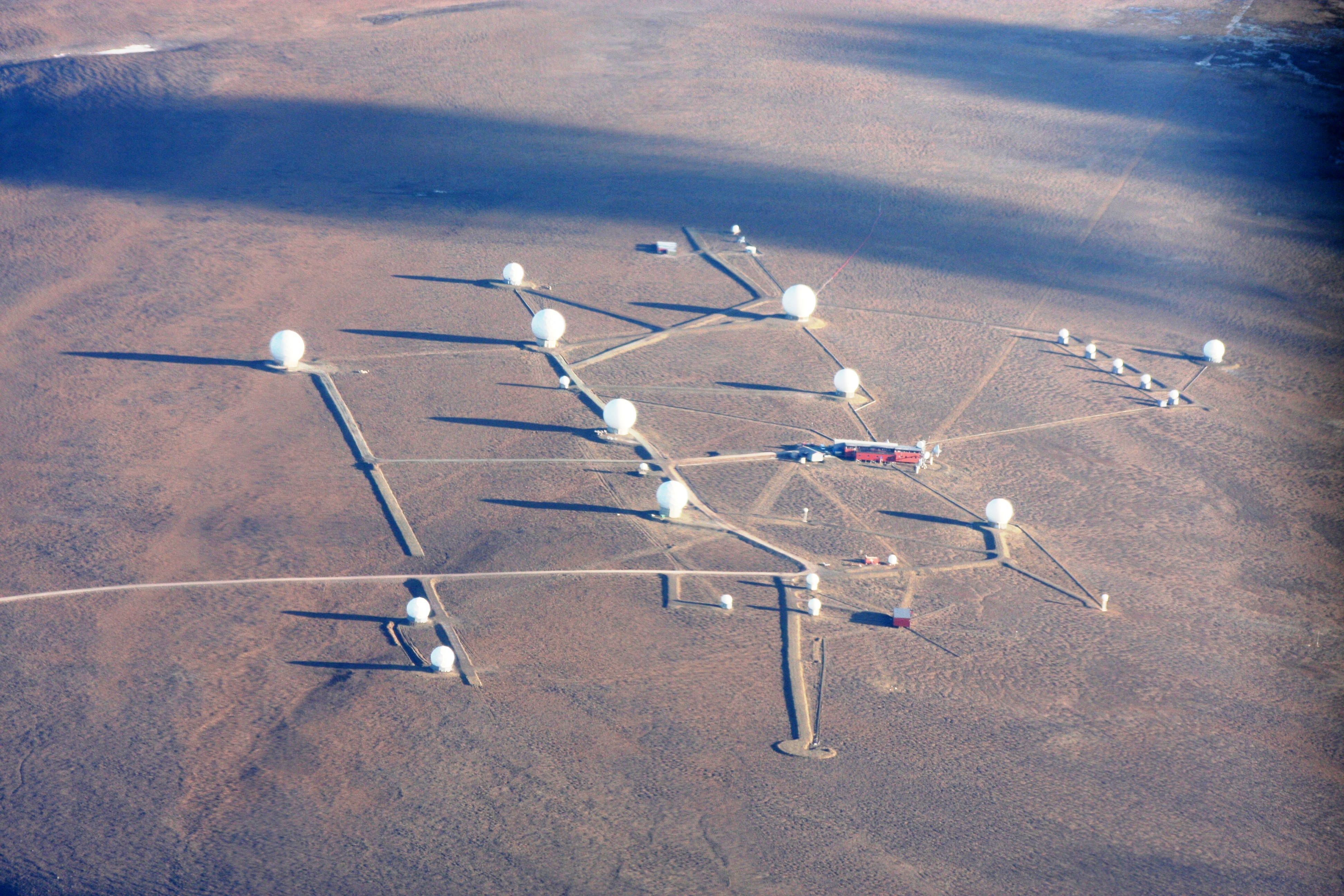
스발바르 위성 기지국

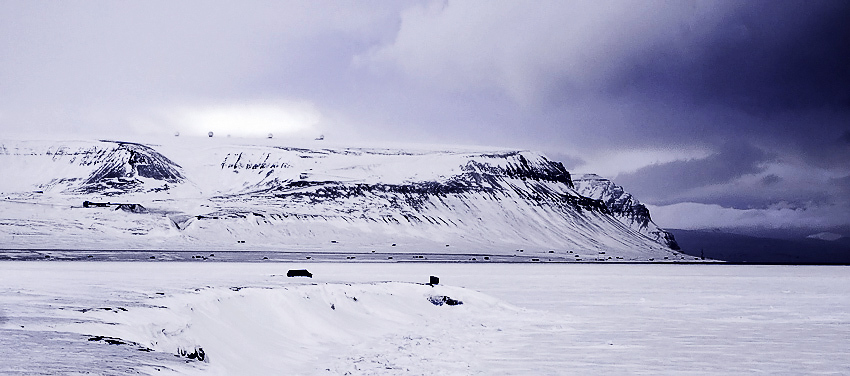
스발바르 위성 기지국 근처에 스발바르 공항이 있다.

스발바르 위성 기지국(Svalbard Satellite Station)은 북극 지방인 노르웨이 스발바르 제도에 위치한 인공위성 기지국이다.

## 역사
1997년에 준공했다. 콩스버그 위성 서비스(Kongsberg Satellite Services, KSAT)이 운용한다. 이 회사는 콩스버그 방위 및 항공우주와 노르웨이 우주국이 합작 설립했다. 스발바르 기지국은 저고도로 북극 상공을 비행하는 인공위성을 볼 수 있는, 북극 지역에서 유일한 지상 기지국이다.
1999년 4월 15일, 랜드샛 7호가 스발바르 기지국을 처음 사용했다.